# جان ميشيل سيغر
جان ميشيل سيغر ( في مارتينيك) (بالفرنسية: Jean-Michel Sigere)‏ لاعب كرة قدم فرنسي ذو أصول مارتينيكية يلعب حاليا لصالح نادي الدرجة السابعة تونبريدج أنغلز الإنجليزي منذ سنة 2009 في مركز المهاجم .
لعب سيغر في أندية بوردو (1997-2000) لوسيتانوس سانت ماور بالإعارة (1999-2000) روشدين ودايموندز بالإعارة (2000) روشدين ودايموندز (2000-2001) ستيفيناغ بوروه (2001-2002) مارغيت (2002-2004) هورنتشورتش (2004-2005) هيبريدج سويفتس (2005) غريفسيند ونورثفليت (2005) ليويس (2005-2008) هورشام بالإعارة (2007-2008) إيستبورن بوروه (2008-2009) هورشام مجددا بالإعارة (2008-2009) فارنبوروه (2009) .

## روابط خارجية
- جان ميشيل سيغر على موقع قاعدة بيانات كرة القدم.إي يو (الإنجليزية)
- جان ميشيل سيغر على موقع Soccerbase.com (لاعب) (الإنجليزية)